# 20 000 złotych 1993 Jaskółki
20 000 złotych 1993 Jaskółki – okolicznościowa moneta o nominale dwadzieścia tysięcy złotych, wprowadzona do obiegu 12 lipca 1993 r. zarządzeniem z 2 czerwca 1993 r. (M.P. z 1993 r. nr 33, poz. 341), wycofana z dniem denominacji z 1 stycznia 1995 r., rozporządzeniem prezesa Narodowego Banku Polskiego z dnia 18 listopada 1994 r. (M.P. z 1994 r. nr 61, poz. 541).
Moneta została wybita w ramach serii tematycznej Zwierzęta Świata.

## Awers
W centralnym punkcie umieszczono godło – orła w koronie, pod spodem rok „1993”, poniżej nominał „20000”, pod nim napis „ZŁ”, dookoła napis „RZECZPOSPOLITA POLSKA”, a pod łapą orła znak mennicy w Warszawie.

## Rewers
Na tej stronie monety znajduje się jaskółka karmiąca młode, poniżej napis „JASKÓŁKI HIRUNDINIDAE”, z lewej strony pod gałązkami monogram projektantki.

## Nakład
Monetę bito w Mennicy Państwowej, w miedzioniklu, na krążku o średnicy 29,5 mm, masie 10,8 grama, z rantem ząbkowanym, w nakładzie 520 000 sztuk, według projektu Ewy Tyc-Karpińskiej.

## Opis
Okolicznościowe 20 000 złotych Jaskółki jest pierwszą monetą serii tematycznej monet obiegowych z wizerunkiem okolicznościowym – zwierzęta świata. Pozostałe były emitowane przez Narodowy Bank Polski jako dwuzłotówki.

## Powiązane monety
Z identycznym rysunkiem rewersu Narodowy Bank Polski wyemitował monetę kolekcjonerską z roku 1993, w srebrze Ag999, o nominale 300 000 złotych, średnicy 40 mm, masie 31,1 grama, z rantem gładki.

## Wersje próbne
Istnieje wersja tej monety należąca do serii próbnej w niklu, wybita w nakładzie 500 sztuk.